# Dax Holdren
Daxton Holdren, né le 4 septembre 1972 à Santa Barbara (Californie), est un joueur américain de beach-volley. 
Il est médaillé d'argent aux Championnats du monde de beach-volley en 2003 avec Stein Metzger.